# Luc Thévenon
Luc Thevenon, né en 1938, est un historien français des XXe et XXIe siècles.

## Biographie
Luc François Thevenon naît en 1938. Sa famille étant établie à Oran, il y passe son enfance et son adolescence. Rapatrié d'Algérie en septembre 1962, il se fixe à Nice. Il exerce divers "petits métiers" avant de diriger la "Librairie de la Presse (103 rue de France, auj. disparue) de 1963 à1969. Il reprend ses études et étudie à Nice section de Géographie et Aix-en-Provence, Institut d'art dirigé par le professeur Gloton. Titulaire d'une licence ès-lettres d'une maîtrise de géographie et d'un doctorat en histoire, ses recherches portent sur le développement urbain de Nice depuis l'Antiquité jusqu'à la restauration Sarde. Il se spécialise dans l'histoire de l'art et des mentalités et dans le patrimoine religieux des Alpes méridionales franco-italiennes (architecture, peinture, mobilier, traditions), celui des confréries de pénitents notamment. Il travaille sur la peinture médiévale de l'ensemble de l'arc alpin et des régions voisines depuis la Méditerranée (peintres primitifs niçois) jusqu'à l'Europe centrale (« Beau-Style (de) » de Bohême). Il s'intéresse aussi à la peinture et à la sculpture de la période baroque notamment au sculpteur germano-autrichien Franz Xaver Messerschmidt mais également à l'influence dans la région de la peinture maniériste italienne. Il anime le Cercle Brea consacré à l'œuvre de la famille d'artistes du même nom actifs sur la Riviera. Il intègre les musées de Nice dès 1970. Il passe dix-huit ans au palais Lascaris, musée des arts et traditions populaires. Il est chargé de cours d'Histoire de l'art à la faculté des lettres de Nice (1985-87 et auprès des écoles normales  - IUFM de Nice et DraguignanI en 1985-88. Il est ensuite, de 1988 à 2003, directeur du musée d'art et d'histoire au palais Masséna qu'il rénove en 1988-89. Il est également membre du comité scientifique du parc national du Mercantour depuis 1994. Il est président de la chaire Comté de Nice du Centre Universitaire Méditerranéen - CUM de sa création en 2001 à sa disparition en 2015. Il est l'auteur de plusieurs ouvrages et collabore à de nombreuses revues d'histoire et d'archéologie. Il est fait chevalier des Arts et des Lettres, chevalier du Mérite agricole pour son action dans la défense du patrimoine artistique du Haut Pays niçois et chevalier dans l'Ordre des Palmes académiques. Conservateur du patrimoine durant trente-cinq ans, il est nommé Conservateur en chef honoraire du Patrimoine et fait chevalier de l'ordre du Mérite le 22 mai 2021,,,,.

## Distinctions
- Chevalier de l'ordre du Mérite agricole
- Chevalier de l'ordre des Palmes académiques
- Chevalier de l'ordre des Arts et des Lettres
- Chevalier de l'ordre national du Mérite (2021)

## Publications

### Ouvrages
- L'Art du Moyen âge dans les Alpes méridionales, Nice, Serre, coll. « Patrimoines », 1983, 92 p. (ISBN 2-86410-047-9, BNF 36606904)
- Tourette-Levens : trésors d'art sacré, Nice, Serre, 2019, 64 p. (ISBN 978-2-86410-658-6, BNF 46526438)
- Du Château vers le Paillon - Le développement urbain de Nice de la fin de l'Antiquité à l'Empire, thèse de doctorat d'histoire, Nice, Serre, 1999, 408 p.  (ISBN 2864103028)
- Les folies, fantaisies architecturales de la Belle-Epoque à Nice, Nice, Serre, 1999, 130 p  (ISBN 2-86410-298-6)
- Frontières du Comté de Nice, à la recherche des bornes perdues, Nice, Serre, 2005, 140 p
- Malaussène Trésors d'art religieux, 2009, éditions Serre,  (ISBN 9782864105350)
- Églises russes de la Riviera, de Saint-Raphaël à San Remo, Nice, Serre, 2009, 48 p  (ISBN 9782864105220)
- La Brigue et ses hameaux, patrimoine artistique, Nice, Serre, 2011, 144 p  (ISBN 9782864105657)
- Ex-voto des pénitents, Provence-Comté de Nice-Italie, Nice, Institut d'Etudes Niçoises, 2015, 96 p  (ISBN 978-2-9534322-7-5)
- Tout l’œuvre peint de François Bréa et l'église de Tourrette-Levens, Nice, Serre, 2017, 56 p  (ISBN 9782864106388)
- Bonson, Trésors d'art sacré, Nice, Serre, 2021, 48 p  (ISBN 978-2864106654)

### Articles
La bibliographie de Luc Thevenon compte 316 références d'articles (2023)
- « L'église paroissiale Saint-Nicolas à Châteauneuf-d'Entraunes », Achéam, bulletin annuel du Cercle d'Histoire et d'Archéologie des Alpes-Maritimes, no 9,‎ 1er janvier 2002, p. 55-59 (lire en ligne)

## Conférences et expositions
- « Les peurs bibliques exorcisées (sécheresses, famines, épidémies) : ex-voto des pénitents du Sud Est », sur nicerendezvous.com, Centre universitaire méditerranéen, 12 décembre 2007